# Kepler-20 e

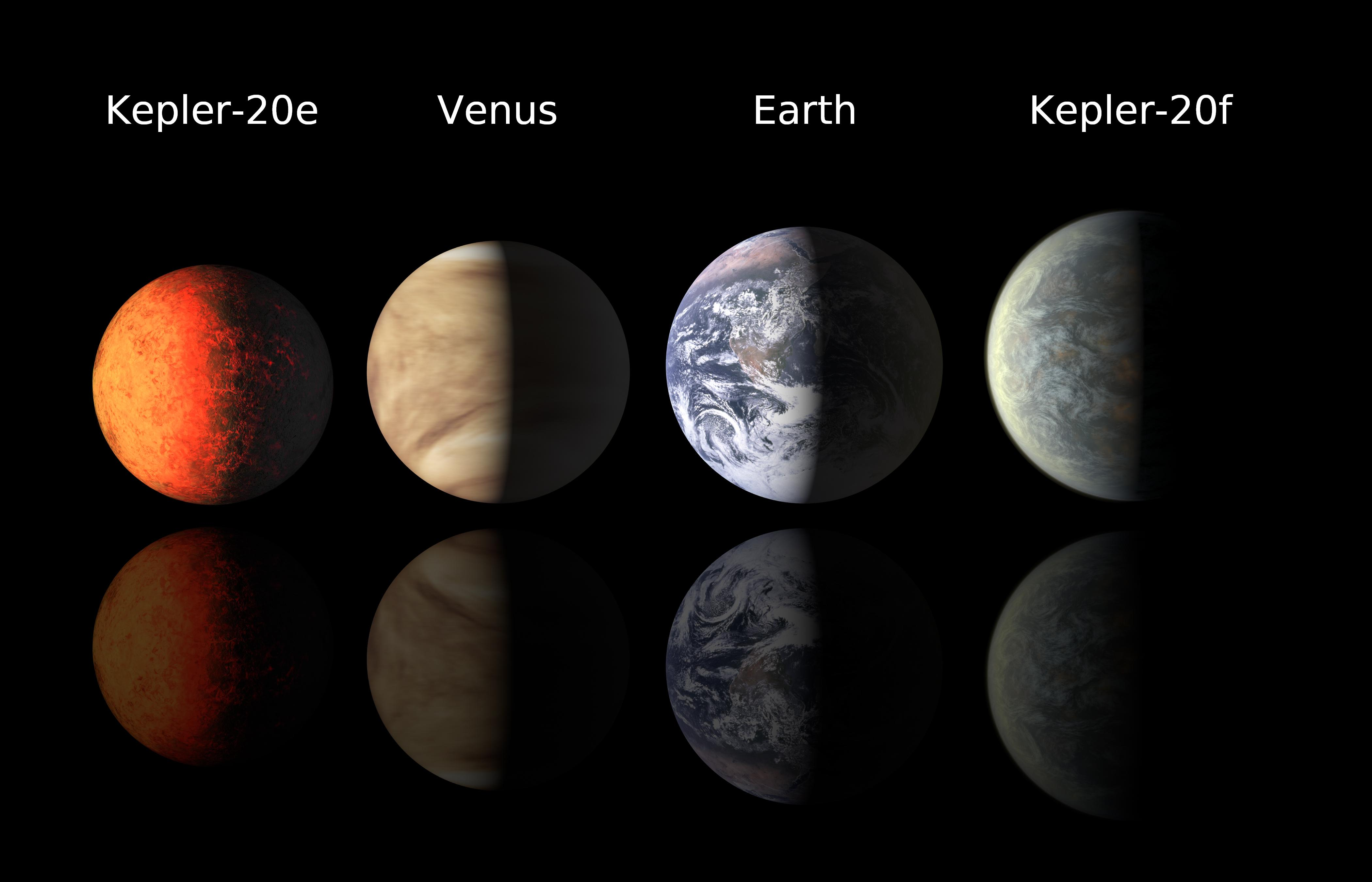
Kepler-20e e Kepler-20f rapportati alla Terra e a Venere.

Kepler-20e è un pianeta extrasolare che orbita attorno alla stella Kepler-20, distante 945 anni luce (290 parsec) dal nostro sistema solare, nella costellazione della Lira. Il pianeta ha un raggio di circa 0,868 quello terrestre ed è il primo pianeta extrasolare scoperto più piccolo della Terra e che orbita attorno a una stella di sequenza principale. Ruota vicino alla propria stella, a 7,6 milioni di  km ed ha una temperatura superficiale di circa 1040 K. Assieme alla scoperta di Kepler-20e è stato scoperto anche un altro pianeta, Kepler-20 f.